# Hyperolius pictus
Hyperolius pictus és una espècie de granota de la família dels hiperòlids que viu a Malawi, Tanzània i Zàmbia.